# Rinodinella halophila
Rinodinella halophila är en lavart som först beskrevs av Johannes Müller Argoviensis, och fick sitt nu gällande namn av H. Mayrhofer. Rinodinella halophila ingår i släktet Rinodinella och familjen Physciaceae.   Inga underarter finns listade i Catalogue of Life.